# Trichomma

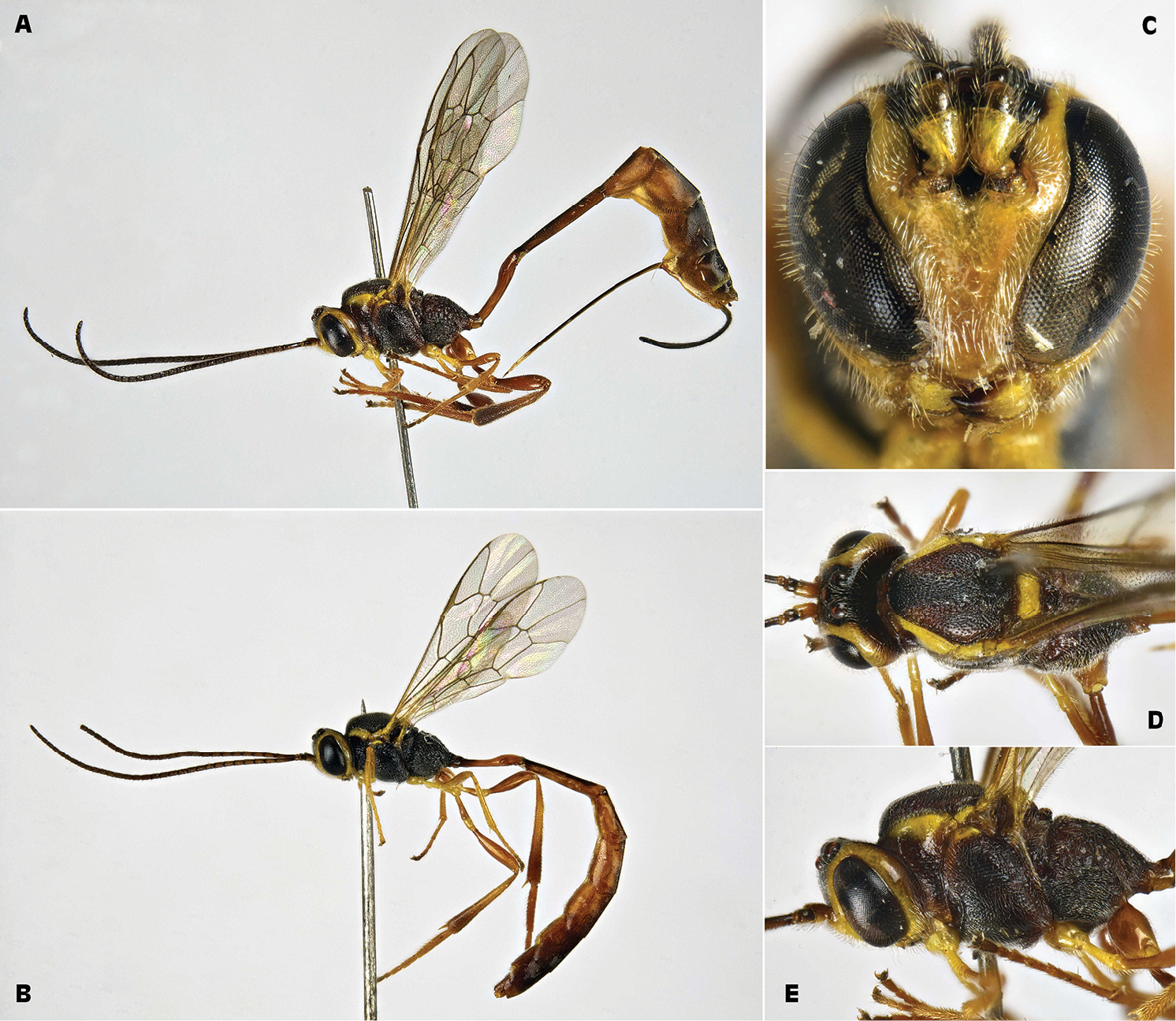
Trichomma enecator

Trichomma är ett släkte av steklar som beskrevs av Wesmael 1849. Trichomma ingår i familjen brokparasitsteklar.

## Dottertaxa tillTrichomma, i alfabetisk ordning[1][2]
- Trichomma albicoxum
- Trichomma atrum
- Trichomma babai
- Trichomma batistai
- Trichomma biroi
- Trichomma cheesmanae
- Trichomma clavipes
- Trichomma cnaphalocrocis
- Trichomma conjunctum
- Trichomma cornula
- Trichomma decorum
- Trichomma dioryctri
- Trichomma enecator
- Trichomma fujianense
- Trichomma fulvidens
- Trichomma fumeum
- Trichomma guilinense
- Trichomma insulare
- Trichomma intermedium
- Trichomma koreanum
- Trichomma lepidum
- Trichomma maceratum
- Trichomma nigricans
- Trichomma occisor
- Trichomma pacificum
- Trichomma politum
- Trichomma reticulatum
- Trichomma shennongicum
- Trichomma spatia
- Trichomma subnigricans
- Trichomma tambourinum
- Trichomma yunnanicum